# Stephany Mayor
Sandra Stephany Mayor Gutiérrez (Azcapotzalco, Ciudad de México, 23 de septiembre de 1991) es una futbolista mexicana que juega de mediocampista en el Tigres Femenil de la Liga MX Femenil de México.
Ha disputado dos Copas Mundiales Femeninas de Fútbol con la selección nacional. Obtuvo la medalla de oro en los Juegos Centroamericanos y del Caribe de 2014, y la de bronce en los Juegos Panamericanos de 2011 y 2015. Militó en el Thór/KA Akureyri femenino (Þór/KA) de Islandia y fue nombrada jugadora del año de la liga en 2017.

## Trayectoria

### Fútbol universitario
Siendo adolescente, Mayor participó en ligas amateur, donde llamó la atención de la Federación Mexicana de Fútbol, que la convocó para participar en las categorías juveniles de la selección mexicana. Tras disputar el premundial sub-20 de la Confederación de Fútbol Asociación de Norte, Centroamérica y el Caribe (Concacaf), realizado en Puebla en 2008, Mayor fue invitada a jugar para la Universidad de las Américas Puebla.
Mayor se enroló en la UDLAP en 2009, donde cursó la licenciatura en Estrategias Financieras y Contaduría Pública. Durante sus estudios, formó parte del equipo representativo de la institución, con el que consiguió los campeonatos de la Comisión Nacional Deportiva Estudiantil de Instituciones Privadas (Conadeip) en 2011 y 2013; los subcampeonatos de Conadeip en 2012 y 2014; así como el bicampeonato en los torneos Clausura 2013 y Apertura 2013 de la Liga Mayor Femenil.

### Fútbol profesional
Tras su participación en el Mundial en Canadá, Mayor decidió jugar de forma profesional y fichó en 2015 por el club Thór/KA Akureyri de Islandia. En 2017, fue reconocida como la mejor jugadora de la liga, al culminar la temporada como campeona, goleadora (19 anotaciones) y líder en asistencias. En octubre de 2018, renovó contrato con el club islandés por unos años más.  Sin embargo, en diciembre de 2019 se da su vuelta a México, junto con Bianca Sierra, para jugar en el equipo Tigres Femenil.

## Selección nacional
En la categoría sub-20, Stephany asistió a la Copa Mundial Sub-20 de Chile en 2008, torneo en el que México culminó en último lugar de su grupo con tres partidos perdidos. También fue parte del plantel que compitió en Alemania en 2010, donde México cayó en cuartos de final ante Corea del Sur.
Mayor debutó en la selección mexicana femenil absoluta el 29 de octubre de 2010, bajo las órdenes de Leonardo Cuéllar. También participó en la selección que disputó la Copa Mundial Femenina de Fútbol de 2011 en Alemania y la Copa Mundial Femenina de Fútbol de 2015 en Canadá.
Stephany también formó parte de la selección femenil que consiguió la medalla de bronce en los Juegos Panamericanos de 2011, celebrados en Guadalajara, México, participando 473 minutos en todo el torneo. En 2013, jugó con el equipo mexicano en la XXVII Universiada de Verano en Kazán, Rusia, donde consiguió la medalla de plata y anotó cuatro goles.
En 2014, participó en el equipo que consiguió la medalla de oro en los Juegos Centroamericanos y del Caribe de dicho año, celebrados en Veracruz, México, donde consiguió un gol ante Haití.
En 2015, Mayor fue seleccionada para los Juegos Panamericanos de 2015, realizados en Toronto, Canadá, donde colaboró para que el combinado femenino ganara nuevamente la medalla de bronce. La jugadora culminó el certamen en el segundo lugar de la tabla de goleo con tres anotaciones, marcándole un doblete a Trinidad y Tobago en la primera fase, y uno más a Canadá en la final. 
En 2017, anotó en un partido amistoso contra Venezuela (3-0). También formó parte de la convocatoria al Torneo Cuatro Naciones, disputado en octubre de dicho año.
En 2018 fue convocada para jugar en la Copa Turquía, torneo en el que la escuadra mexicana culminó como subcampeona. Mayor contribuyó un gol ante la selección de Letonia (5-0) y un doblete ante Jordania. También fue llamada para una gira de preparación por Francia, en la que anotó durante un encuentro amistoso ante el París Saint-Germain, en duelo previo a las eliminatorias rumbo a la Copa del Mundo de Francia 2019.
Mayor formó parte del combinado nacional que participó en el Campeonato de la Concacaf, clasificatorio para la Copa del Mundo de Francia 2019. El equipo perdió ante Estados Unidos (6-0), derrotó a Trinidad y Tobago (4-1) –donde asistió para el segundo gol– y cayó ante Panamá (2-0), costándole la eliminatoria a la escuadra mexicana.

### Participación en Copas del Mundo
| Mundial                                 | Sede     | Resultado    | Partidos | Goles |
| --------------------------------------- | -------- | ------------ | -------- | ----- |
| Copa Mundial Femenina de Fútbol de 2011 | Alemania | Primera Fase | ?        | 1     |
| Copa Mundial Femenina de Fútbol de 2015 | Canadá   | Primera Fase | ?        | ?     |

### Participación en Copas del Mundo Sub-20
| Mundial                         | Sede     | Resultado        | Partidos | Goles |
| ------------------------------- | -------- | ---------------- | -------- | ----- |
| Mundial Femenino Sub-20 de 2008 | Chile    | Primera fase     | 3        | 0     |
| Mundial Femenino Sub-20 de 2010 | Alemania | Cuartos de final | 4        | 0     |

### Participación en Juegos Panamericanos
| Mundial                   | Sede   | Resultado         | Partidos | Goles |
| ------------------------- | ------ | ----------------- | -------- | ----- |
| Juegos Panamericanos 2011 | México | Medalla de Bronce | 1        | 0     |

## Estadísticas

### Clubes
| Club              | País     | Año         |
| ----------------- | -------- | ----------- |
| Þór/KA            | Islandia | 2016 - 2019 |
| Tigres de la UANL | México   | 2020 - 2025 |

## Palmarés

### Títulos nacionales
| Título          | Club        | País     | Año      |
| --------------- | ----------- | -------- | -------- |
| Úrvalsdeild     | Þór/KA      | Islandia | 2017     |
| Liga MX Femenil | Tigres UANL | México   | 2020     |
| Liga MX Femenil | Tigres UANL | México   | Cl. 2021 |

### Distinciones individuales
| Distinción                     | Año  |
| ------------------------------ | ---- |
| Futbolista del Año en Islandia | 2017 |

## Vida personal
Stephany Mayor es pareja de la futbolista mexicana Bianca Sierra desde 2013, lo que llevó a que Cuéllar, entonces director técnico de la selección femenil mexicana, les pidiera ocultar su relación. Al hacer pública su orientación sexual, Mayor y Sierra fueron víctimas de acoso en redes sociales, los que las sorprendió más fue que los comentarios más de apoyo fueron en inglés y negativos en español. El 5 de julio de 2017, The New York Times publicó un reportaje exclusivo, en español e inglés, sobre la relación de Sierra y Mayor, la homofobia que enfrentaron en la Selección Mexicana y su salida del país para vivir sin prejuicios.
En noviembre de 2018, las jugadoras anunciaron públicamente su compromiso matrimonial, y se anunciaron su matrimonio a través de una publicación en Instagram. En abril de 2023, ella y su pareja Blanca Sierra anunciaron que serían mamás de dos bebés.